# Анса (королева лангобардов)
Анса (Анза; лат. Ansa; умерла после 774) — последняя королева лангобардов (756—774) по браку с Дезидерием.

## Биография

### Исторические источники
Анса известна из нескольких раннесредневековых исторических источников, в том числе, из франкских анналов и дарственных хартий. Сохранилась также эпитафия (лат. Epitaphium Ansae reginae), написанная Павлом Диаконом на смерть королевы Ансы.

### Ранние годы
Анса родилась в городе Брешиа и, вероятно, принадлежала к одной из знатных местных семей. Её отцом был лангобард Вериссим, а братьями Арехис и Доннол. В созданной Павлом Диаконом эпитафии Ансе та описывалась как «красивейшая из женщин», обладавшая выдающимися умом и благочестием.
Первое упоминание о Ансе в современных ей источниках датируется приблизительно 753 годом, когда она вместе с мужем, герцогом Брешиа Дезидерием, основала монастырь Святых Михаила и Петра. Вскоре после этого Дезидерий получил от короля Айстульфа Тосканское герцогство.

### Королева лангобардов

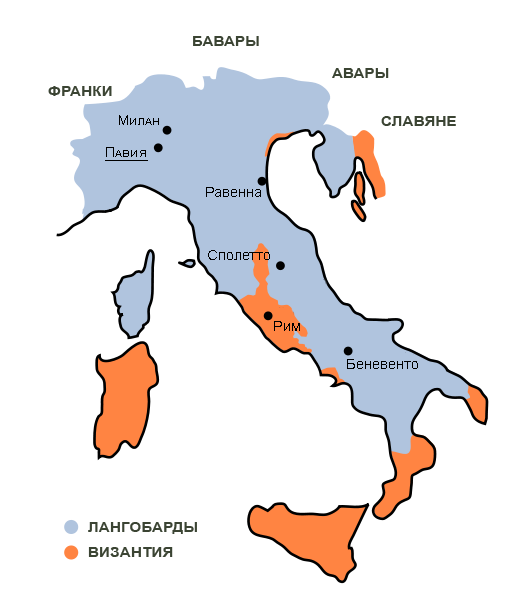
Лангобардское королевство в середине VIII века

После смерти короля Айстульфа в декабре 756 года его брат Ратхис попытался снова взойти на престол. Однако будучи посвящённым в духовный сан, он не смог получить поддержки лангобардской знати и уже в марте 757 года должен был передать власть новому королю, которым стал Дезидерий.
Анса была также коронована и впоследствии оказывала значительное влияние на правление мужа. Особенно роль Ансы возросла после 759 года, когда её имя стало часто упоминаться в хартиях Дезидерия, связанных с религиозной и матримониальной политикой правителя Лангобардского государства. Не в последнюю очередь благодаря Ансе, король лангобардов смог выдать своих дочерей за наиболее влиятельных в то время правителей: Адельперга в 757 или 758 году стала супругой герцога Беневенто Арехиса II, Лиутберга в 760-х годах была выдана за герцога Баварии Тассилона III, а Дезидерата в 770 году стала супругой правителя Франкского государства Карла Великого. Около 770 года планировалось также и бракосочетание Адельхиза, сына и с 759 года соправителя Дезидерия, с Гизелой, сестрой франкских королей Карла Великого и Карломана. Эти родственные связи в 760-х — начале 770-х годов сделали правителя Лангобардского королевства одним из наиболее влиятельных властителей в Западной Европе.
В родной Брешиа Анса при содействии мужа расширила ранее основанный ею монастырь Святых Михаила и Павла, который в 763 году был переосвящён в честь Спасителя, наделила эту обитель огромными богатствами и сделала свою дочь Ансельпергу здесь аббатисой. Сюда из других церквей были перевезены мощи святых Юлии Корсиканской, Софии и её дочерей, а также Ипполита и Пимена. Юрисдикции этого монастыря, известного как аббатство Сан-Сальваторе, было подчинено несколько монастырей в современных Ломбардии, Эмилия-Романье и Тоскане. Все эти обители с согласия папы римского Павла I контролировались непосредственно королевской четой. Анса упоминается и в целом ряде других документов, фиксировавших богатые дары, которыми от её имени наделялись церкви и аббатства. Однако такие щедрые траты значительно уменьшили королевскую казну, и это отрицательно сказалось на возможности Дезидерия оплачивать другие государственные расходы, например, содержание войска.
Однако уже в 771 году произошёл разрыв дружественных связей между правителями лангобардов и франков. В том году Карл Великий по неизвестным причинам развёлся с Дезидератой, а Дезидерий в ответ принял при своём дворе вдову короля Карломана Гербергу и двух её малолетних сыновей.

### В плену у франков
Взаимная вражда Дезидерия и Карла Великого привела в 773 году к войне между франками и лангобардами. После длительной осады столица Лангобардского королевства Павия была сдана войску франков. Находившиеся там Дезидерий и Анса 5 июня 774 года были приведены в лагерь Карла Великого, повелевшего сослать членов лангобардской королевской семьи во Франкское государство. Здесь Анса, Дезидерий и неназванная по имени дочь (возможно, Дизедерата) были помещены в один из монастырей в Льеже под надзор епископа Агильфрида. Позднее Дезидерий был переведён в Корбийское аббатство, где и скончался. Всё это время Анса находилась возле своего мужа. По ряду свидетельств, Анса также умерла в одном из франкских монастырей. Однако средневековые итальянские историки на основании свидетельств из написанной Павлом Диаконом эпитафии королеве утверждали, что Анса была похоронена в Брешиа в основанном ею монастыре Сан-Сальваторе. Возможно, что после смерти Дезидерия его жене, бывшей уже в весьма преклонных летах, дали разрешение возвратиться в Италию.
Только Адельхизу, находившемуся во время осады Павии в Вероне, удалось избежать франкского плена. Он уехал в Константинополь, где получил от императора Константина V сан патрикия. С помощью византийских войск в 788 году он попытался возвратить себе престол Лангобардского королевства, но так и не смог это сделать.